# Nastaszczyn
Nastaszczyn (ukr. Насташине) – wieś na Ukrainie, w  obwodzie iwanofrankiwskim, w rejonie halickim, nad Gniłą Lipą.